# Progresso (Nuovo Messico)
Progresso è una comunità non incorporata degli Stati Uniti d'America della contea di Torrance nello Stato del Nuovo Messico. La maggior parte della comunità (circa 990 acri) è di proprietà privata. Le vicine città sono Willard e Cedarvale. Molti ranch e fattorie si trovano vicino a Progresso. L'attuale proprietà è detenuta dall'ex allevatore Willard James Hansen.